# Giulia Grillo
Giulia Grillo (Catania, Italia, 30 de mayo de 1975) es una política italiana.
Fue líder del grupo parlamentario del Movimiento 5 Estrellas en la Cámara de Diputados desde el 27 de marzo de 2018 hasta el 1 de junio de 2018. Desde esta fecha al 5 de septiembre de 2019 fue Ministra de Salud del Primer Gobierno Conte.